# Oraklet i Delfi
Oraklet i Delfi var Apollons orakel i Delfi i antikkens Grækenland. Oraklet blev betragtet som verdens centrum. Oraklets præstinde, som blev kaldt Pythia, profeterede siddende på en trebenet taburet. Pythias navn kommer af det græske verbum píthin (= at rådne), der henviser til stanken, da slangen Python gik i forrådnelse, efter at guden Apollon havde slået den ihjel.

## Den ældste tid
Ifølge Homer steg Apollon ned fra Olympen og rejste verden rundt "med sin vidtrækkende bue og ledte efter et orakel, som kunne tale til dødelige". Apollon holdt til ved oraklet ni måneder om året, og de laurbærskud han havde plantet rensede helligdommen.
Da Zeus blev universets hersker, ville han måle størrelsen af sin arv ved at slippe to ørne løs. For at lokalisere verdens centrum fløj den ene mod øst og den anden mod vest, og de mødtes ved Delfi, hvor verdens navle blev markeret ved et stort æg af sten, kaldet omfalos (= navlestenen). Internationalt ry fik oraklet, da Krøsus, hersker over Lydien, sendte sine budbringere til alle orakler for at spørge, hvad han havde foretaget sig på en bestemt dag hjemme i Lydien. Delfi var det eneste orakel, der gav det rigtige svar: Krøsus havde lavet en ret af lam og skildpadde. Fra det øjeblik var Krøsus oraklets mest generøse velynder. Presset som han var af det ekspanderende Persien, havde han hårdt brug for gode råd, og oraklet tilrådede, at han allierede sig med bystaten Sparta, hvad han gjorde. I øvrigt var også spartanerne knyttet til oraklet, da de som dorere var indvandret nordfra som Apollon. Men i længden var oraklet ingen garanti mod katastrofen. Da Krøsus spurgte Pythia, om han skulle risikere at gå til angreb på Kyros, svarede hun, at i så fald ville et mægtigt rige gå til grunde. Han gik derfor i krig – men det var hans eget store rige, der gik under. Apollon blev nu beskyldt for utaknemlighed mod sin velynder, men præsterne i Delfi holdt på, at guden havde givet Krøsus tre års fremgang, som skæbnen ellers ikke havde undt ham. Det godtog samtiden.
Omkring 750 f.Kr. rejstes i Delfi et tempel af sten. Kun respektable, midaldrende kvinder kunne gøre tjeneste som "Pythia" klædt i en ungpigekjole som tegn på deres renhed. I 548 f.Kr. brændte templet ned. Det blev genopbygget, for dets prestige var så stor, at det var det eneste græske tempel, der var betjent af præster på heltid. "Vogt mit tempel, og tag imod menneskemængden," formanede Apollon delfierne. Delfi var det eneste græske samfund, der levede af sin helligdom. I Grækenland kunne alle – også kvinder og slaver – bære et offer frem for guderne, uafhængigt af en præst. Da nabobyen Krisa i 595 f.Kr. prøvede at annektere det indbringende orakel, var hele Grækenland rystet. En stor samling bystater under ledelse af Athens vismand Solon marcherede mod Krisa til Apollons forsvar – ham ville man ikke risikere at havde plantet rensede helligdommen.
Mennesker havde efterhånden rejst et tempel dér af grene hugget af laurbærbuskene, og Apollon gav spådomme gennem løvets raslen. Men efterhånden tav laurbærbladene, og han talte gennem den unge præstinde, Pythia.
. Angriberne hældte gift i Krisas vandtilførsel, og forsvarerne fik diarré og "måtte skynde sig fra deres post". Bymurene blev stormet, og den gudløse by udslettet. Århundreder senere blev sletten, hvor Krisa havde ligget, beskrevet som uden træer "som om, den led under en forbandelse".
Præstinderne nærede den hellige ild med ved fra fyrretræ og laurbær.

### Kyrenaika
Herodot beretter, at kongen af Santorini, som dengang kaldtes Thera, sendte en forespørgsel til Pythia. Spørgsmålet gik rask i glemmebogen, men i hendes svar forlød det, at santorinerne efter Apollons befaling skulle grundlægge en koloni i Libyen, som var det græske navn på Afrika vest for Egypten. Santorinerne kendte ikke noget til Libyen og turde ikke påtage sig den opgave. Så fulgte syv års tørke. Kongen sendte på ny en forespørgsel til Pythia om, hvad han dog skulle gøre. Hun svarede, at han jo ikke havde gjort, som han fik besked om. Santorinerne fandt nu en fisker på Kreta, som i en storm var drevet i land i Libyen og kunne vise dem vej. I 639 f.Kr. tog to skibe med santorinere af sted med ham som lods, og i Kyrenaika gik de i land, hvor ferskvandskilden, som de opkaldte efter Apollon, endnu findes ved ruinerne af deres by Kyrene.

### Besøg fra Athen
Da Athen blev truet af perserkongen, sendte byen gesandter til Pythia. Efter at have renset sig i den kastaliske kilde og ofret foran den evige ild fandt de præstinden ventende i templets mørke indre ved siden af det lille kammer, hvor gudens lyre, det hellige laurbærtræ og den netdækkede sten var gemt. Tåge steg op fra gryden, hun sad ved, og før hun havde fået spurgt dem om, hvad de ville vide, faldt hun i trance og råbte med forvrænget, skrækslagen stemme: "Hvorfor sidder I her, uslinge? Flygt, flygt til verdens ende! Forlad helligdommen, overgiv jer til jeres sorg!" Chokerede snublede athenerne ud i sollyset. Men en præst, åbenbart lige så chokeret som de, skyndte sig efter dem og bad dem om at lytte til oraklet endnu en gang. Det gjorde de, og nu lød det hele en smule bedre. Pythia advarede om, at Athene ikke kunne formilde Zeus, men alligevel:
"Dette ord giver jeg jer, ubøjeligt, et løfte:

Alt inden for Attikas grænser skal falde,

ja, og de hellige dale mellem de nære fjelde.

Men trævæggen alene, trævæggen skal stå,

så meget giver Zeus til Athene, som støtte til jer og jeres børn.

Mænd til hest, mænd til fods, de kom fejende ind fra Asien.

Træk jer tilbage, for I skal snart nok møde dem ansigt til ansigt.

Guddommelige Salamis – du vil være undergangen for mange mødres sønner,

når frøene er sået, eller avlingerne samlet ind."

Efter dette kryptiske udsagn vågnede Pythia brat op af trancen. Themistokles mente, at "trævæggen" måtte vise til skibe – ikke mindst fordi Salamis var nævnt, og det er dog en ø. De andre mente, det kunne henvise til det flettede gærde, der havde omgivet toppen af Akropolis i Erektevs' tid. En afstemning gav dog flertal til Themistokles' forslag om at styrke Athens flåde. Desværre er hans tale i forsamlingen ved Pnyx ikke bevaret.

## Nyere tid
Oraklet blev konsulteret såvel af enkeltpersoner som af hele polis i form af repræsentanter. I koloniseringsperioden (734 f.Kr.-580 f.Kr.) spillede oraklet en vigtig rolle, da det ofte blev konsulteret af de enkelte bystater om, hvor de skulle anlægge deres kolonier. Konsultationerne kan opstilles i fire kategorier:
1. Religiøse spørgsmål af praktisk art: De udgjorde langt størstedelen af orakelspørgsmålene. Det kunne være, hvor et tempel skulle bygges eller om forskellige religiøse forhold
2. Ondtafværgelse: Råd om at slippe for forurening/besmittelse. Hvis fx en pest – symptom på en besmittelse – hærgede, så kunne oraklet oplyse om årsagen, og hvordan forureningen kunne fjernes
3. Politiske spørgsmål: Krøsus' orakelkonsultation, før hans felttog mod Kyros eller athenernes orakelkonsultation før Perserkrigene
4. Privatpersoners konsultering: Fx om sygdomme og fremtiden. Her er det mest kendte eksempel Sokrates' ven Chairefons spørgsmål: Om "der var nogen, der var visere" end Sokrates; oraklet svarede nej.

Vejen til oraklet var en snæver bjergvej. De sidste par hundrede meter var flankeret af forskellige bystaters skatkamre. På tempelgavlen tronede Apollon over de berømte indskrifter: "Kend dig selv", "Intet til overmål" og den mindre kendte: "Et løfte og enden er nær." Selve spørgsmålene til oraklet foregik efter gæstens ofring, hvorefter tempelpræsterne førte ham ind til orakelpræstinden Pythia. Hun gik i trance og fremsagde sit svar, der blev fortolket og udlagt af præsterne. Hvis han var repræsentant fra en polis, kunne konsultationen foregå ved, at Pythia valgte mellem to i forvejen afgjorte muligheder. Pythias svar var tvetydige og blev fortolket af præster og politikere, når spørgeren vendte tilbage.
Det er usikkert, hvordan seancen præcist blev udført. Plutarch, der tjente som præst i templet, skrev, at Pythias profetiske evner skyldtes dampe, hun indåndede. Andre beretninger handler om gas, sivende op fra en sprække i undergrunden. Geologiske undersøgelser har bekræftet, at der siver gas op fra forkastningszonen under templet.
Oraklet hørte under bystaten Delfi, og det blev varetaget af det delfiske amfiktyoni. I dette råd sad ikke blot repræsentanter for bystaten Delfi og de nærmeste nabobystater, men hele den hellenske verden var repræsenteret. Amfiktyoniet kunne som noget enestående erklære hellig krig, hvilket gav det stor magt. Ud over de administrative opgaver med oraklet arrangerede amfiktyoniet også de pythiske lege.
Oraklets politiske indflydelse svandt i hellenistisk tid på grund af omfattende ændringer i den græsk-romerske verden.